# Johnny Appleseed

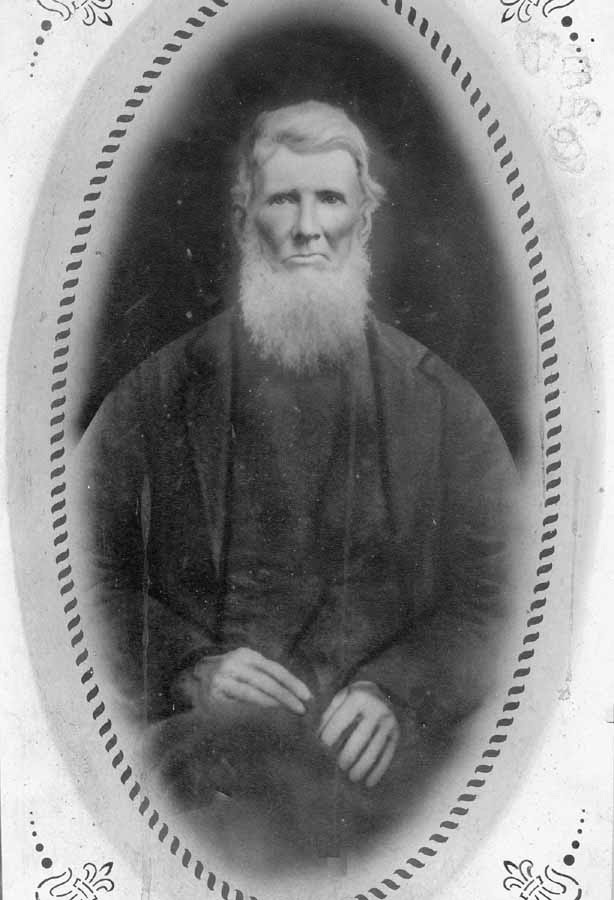
Johnny Appleseed

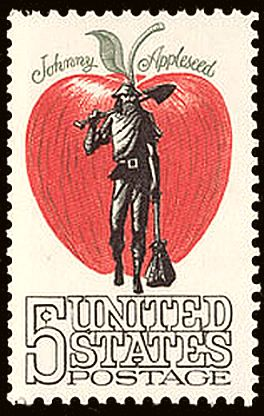
Sello de Johnny Appleseed 5c edición de 1966

Johnny Appleseed, conocido también como Juanito Manzanas en los países hispanoparlantes, de nacimiento John Chapman (Leominster, Massachusetts; 26 de septiembre de 1774-Fort Wayne, Indiana; 11 de marzo de 1845) fue un pionero y héroe folclórico estadounidense.

## Biografía
Fue educado para ser arboricultor, y en 1800 empezó a recolectar semillas de manzana de los extractores de jugo en Pensilvania. Después viajó hacia el occidente por el valle del río Ohio, sembrando semillas de manzana a lo largo de su travesía, de ahí su apodo "Appleseed" que significa semilla de manzana.
Se hizo cargo de 485 625 hectáreas de sus propios huertos y fue responsable de cientos de millas cuadradas más, que no eran de sus terrenos, y vendió o regaló miles de semilleros de manzana a los colonizadores. Su afectuoso y generoso carácter, su devota espiritualidad, su interés por los indígenas y los páramos, además de su excéntrica apariencia, lo convirtieron en una leyenda. Logró conocer a Abraham Lincoln.
Murió de neumonía en 1845.

## En la cultura popular
- En 1948 Walt Disney lanzó el cortometraje Johnny Appleseed.
- La historia de este personaje fue parodiada en el episodio "cuentos populares", con el que finalizaba la duodécima temporada de la telecomedia Los Simpson. En dicho episodio, la historia estaba protagonizada por Lisa, que se convertía en un trasunto de este personaje bajo el nombre de "Connie Appleseed".